# Consejería Jurídica del Ejecutivo Federal
La Consejería Jurídica del Ejecutivo Federal (CJEF) es una dependencia que, junto con las veintiún secretarías de Estado y la Agencia de Transformación Digital y Telecomunicaciones, forma parte del gabinete legal del presidente de México. Su propósito es la revisión y validación de los instrumentos jurídicos que son sometidos a la consideración del presidente como pueden ser decretos, acuerdos, iniciativas de ley o reformas constitucionales. 
Otra de sus tareas es elaborar o coadyuvar en las iniciativas de ley presentadas ante el Congreso de la Unión. También cumple con la representación legal del presidente en las acciones de inconstitucionalidad o controversias constitucionales que prevé la Constitución Política de los Estados Unidos Mexicanos y de representarlo en todos aquellos juicios en que éste sea parte.

## Símbolos

Sello de México, utilizado como emblema por cualquier autoridad federal
Logo utilizado durante la presidencia de Felipe Calderón (2006-2012)
Logo utilizado durante la presidencia de Enrique Peña Nieto (2012-2018)
Logo utilizado durante la presidencia de Andrés Manuel López Obrador (2018-2024)
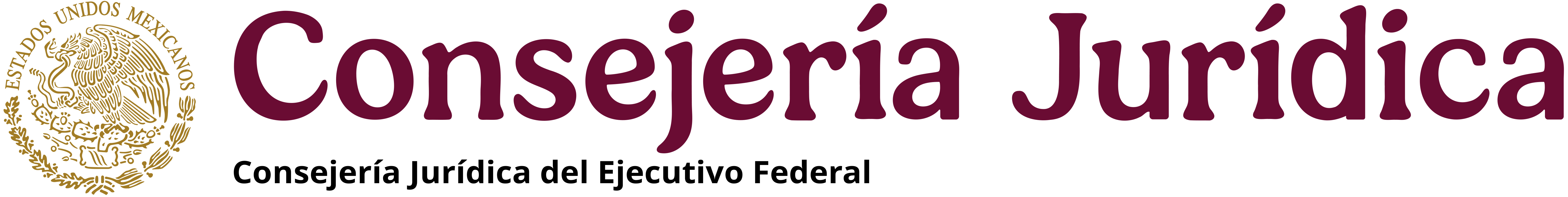
Actual logo utilizado durante la presidencia de Claudia Sheinbaum Pardo (2024-2030)

## Historia
Se creó el 15 de mayo de 1996 bajo el gobierno de Ernesto Zedillo.
Tras las reformas constitucionales aplicadas el 30 de diciembre de 2015 se reformó el artículo 26 de la Ley Orgánica de la Administración Pública Federal en la que fue integrada como una dependencia del gabinete presidencial, por lo que comparte su rango como dependencia de éste al igual que cualquier otra secretaría de Estado.

## Funciones
Las funciones de la CJEF están exploradas en los artículos 43, 43-Bis y 43-Ter de la Ley Orgánica de la Administración Pública Federal. Entre sus principales funciones se encuentra:
- Apoyar al presidente de México en los ámbitos jurídicos que solicite;
- Considerar y opinar sobre cualquier proyecto de ley que envíe el presidente al Congreso de la Unión;
- Recibir proyectos e iniciativas de las secretarías de Estado al Congreso de la Unión, con al menos un mes de anticipación;
- Ser la cabeza de la Comisión de Estudios Jurídicos del Gobierno Federal que estaría integrada por representantes en ámbitos jurídicos de cada dependencia de la Administración Pública Federal;
- Representar al presidente en acciones y controversias constitucionales en su contra.

## Lista de titulares
| Consejero (a) | Consejero (a)         | Periodo                       | Partido político | Presidente | Presidente                    |
| ------------- | --------------------- | ----------------------------- | ---------------- | ---------- | ----------------------------- |
|               | Ernestina Godoy Ramos | Desde el 1 de octubre de 2024 | Morena           |            | Claudia Sheinbaum (2024-2030) |